# Киде, Эдвинс Волдемарович
Эдвинс Волдемарович Киде (латыш. Edvins Kide, 19 января 1934 — 25 июля 2023) — латвийский, советский преподаватель, инженер-механик, политик. Народный учитель СССР (1988).

## Биография
Эдвинс Киде родился 19 января 1934 году в городе Руйиена (Латвия).
Учился в средней школе Руйиена. В 1949 году, вместе с родителями насильственно вывезен из Латвии на Дальний Восток России. Учился в Благовещенском сельскохозяйственном техникуме, работал механиком, бригадиром тракторной бригады на Амурской окружной МТС.
В 1958 году вернулся в Латвию. В 1958—1993 годах — мастер-учитель, учитель, заместитель директора, с 1976 — директор СПТУ №52  им. 50-летия ВЛКСМ в Яньмуйжа Цесисского района (ныне в Приекульском крае) Латвии.
В 1964 году окончил Латвийскую сельскохозяйственную академию, факультет механизации сельского хозяйства.
Член правления Латвийского общества образования. Делегат II съезда Народного фронта Латвии. В 1990—1993 годах — депутат Верховного Совета Латвийской Республики от Цесисского района. 4 мая 1990 года был среди 138 депутатов Верховного Совета, проголосовавших за латвийскую государственность. В 1993—1995 годах — депутат 5-го Сейма Латвии, председатель фракции «Согласие для Латвии». Председатель Союза националистов. Неудачно баллотировался на выборах в 6-й и 7-й Сейм Латвии.
С 1999 года — Главный специалист Приекульского центра сертификации и испытаний сельскохозяйственной техники.
Умер 25 июля 2023 года в Валмиере (Латвия).

## Звания и награды
- Народный учитель СССР (1988).
- Орден Трудового Красного Знамени.
- Орден Трёх звёзд III степени (2000)[2].
- Памятный знак участника баррикад 1991 года.